# Những chàng trai nhỏ
Những chàng trai nhỏ (tiếng Anh: Little Men), là một cuốn tiểu thuyết dành cho thiếu nhi của tác giả người Mỹ Louisa May Alcott (1832-1888), được xuất bản lần đầu năm 1871 bởi Roberts Brothers. Cuốn sách viết lại các nhân vật trong tiểu thuyết hai tập 1868-69 của cô, và đây là tập thứ ba trong bộ truyện Câu chuyện nhà March tại Việt Nam. Những tác phẩm tiếp theo cho đến khi kết thúc với tiểu thuyết năm 1886 của Alcott: Jo's Boys và How They Turned: A Sequel to "Little Men". Câu chuyện của Alcott kể lại cuộc đời của Jo Bhaer, chồng cô và những đứa trẻ khác nhau tại Trường Plumfield ở vùng nông thôn. Cuốn tiểu thuyết kinh điển của Alcott đã được chuyển thể thành phim năm 1934, phim năm 1940, phim truyền hình và phim truyền hình hoạt hình Nhật Bản.

## Giới thiệu
Cô Jo không bao giờ biết mệt mỏi cuối cùng đã có được cuộc sống mà cô hằng mơ ước. Ngôi nhà rộng lớn của cô – gần lớn bằng tấm lòng của cô – luôn luôn rộng mở cho những đứa trẻ bị thiệt thòi. Bao nhiêu cuộc phiêu lưu, bao nhiêu bi kịch nho nhỏ, bao nhiêu tình huống vui nhộn, kỳ quặc và buồn cười! Khi một tá những cậu con trai sống chung dưới sự điều khiển của vợ chồng cô Jo thì cuộc sống không bao giờ có thể nhàm chán được.

## Nội dung
Câu chuyện bắt đầu với sự xuất hiện của Nat Blake, một đứa trẻ mồ côi nhút nhát, có năng khiếu chơi violin và nói với các nhân xơ. Nat thuật lại câu chuyện và giới thiệu từng nhân vật trong đó có một vài lần xuất hiện từ các nhân vật trong tiểu thuyết gốc của Little Women. Có mười chàng trai đang theo học tại trường rồi. Sau đó, Nat đến Plumfield, theo sau là bạn Dan. Sau đó, Nan đến và trở thành bạn đồng hành của Daisy, cô gái duy nhất. Con trai của Jo, Rob và Teddy, trẻ hơn những người khác. Rob, Teddy, Daisy và Nan không được tính trong số các học sinh.
Plumfield không được điều hành bằng các phương tiện thông thường. Tất cả trẻ em có vườn riêng và vật nuôi riêng của chúng và được khuyến khích thử nghiệm với các doanh nghiệp đang điều hành. Đấu gối được cho phép vào thứ bảy, tùy thuộc vào thời gian giới hạn. Trẻ em được đối xử như những cá nhân, với sự nhấn mạnh vào việc nhẹ nhàng nặn các nhân vật của chúng.
Daisy Brooke, con gái của Meg, tham dự Plumfield cùng với anh trai sinh đôi của cô, Demi, nhưng cô có phần cô lập không có cô gái nào cùng tuổi, cho đến khi Nan đến. Nan thậm chí còn là một cô nàng tomboy cố ý hơn Jo khi còn là một thiếu niên, trong khi Daisy chủ yếu quan tâm đến búp bê và nhà bếp nhỏ của riêng mình. Nhà bếp mini Daisy, bao gồm một lò nướng có kích thước bằng gang được mua bởi anh rể của Jo, chú Teddy, chồng của em gái út Amy March. Gần cuối tiểu thuyết, cha của Daisy, John, chết lặng trong một đêm.
Một người mới khác đến Plumfield, Dan, được giới thiệu bởi Nat. Dan ban đầu quyết định các cậu bé khác là "mật mã" và dẫn chúng vào các thí nghiệm với đấm bốc, đánh nhau, uống rượu, hút thuốc, thô tục, chửi thề và chơi bài, khiến cậu ta tạm thời bị loại khỏi trường. Dan cuối cùng trở về Plumfield với một bàn chân bị thương và tự cứu mình bằng cách đứng lên vì Nat khi Nat bị buộc tội trộm cắp bởi những cậu bé khác. Sau đó, ông trở thành người phụ trách bảo tàng lịch sử tự nhiên của trường.
Mối quan hệ cá nhân là trung tâm của trường, và sự đa dạng được tôn vinh. Daisy gắn bó sâu sắc với anh trai sinh đôi của mình, với Nat nhút nhát và tomboy Nan. Nan và Tommy cũng thân thiết và có ý định kết hôn khi lớn lên. Dan, đã là bạn với Nat, bất ngờ bị cuốn hút bởi Demi ngoan ngoãn và chú bé Teddy. Trong khi Franz, Emil, Daisy và John đều có liên quan đến Bhaers, họ không được đối xử với thiên vị và được khuyến khích khắc phục lỗi của họ giống như những học sinh khác.

## Chuyển thể

### Phim
Little Men lần đầu tiên được chuyển thể thành phim trong 1934 với sự tham gia của Erin O'Brien-Moore và Ralph Morgan. Một bộ phim khác theo sau trong 1940 với Kay Francis. Trong 1998, một tính năng của Canada có sự tham gia của Mariel Hemingway và Chris Sarandon đã được phát hành. 

### Truyền hình
Năm 1993, một bộ phim hoạt hình dựa trên cuốn tiểu thuyết này được phát hành ở Nhật Bản, Little Women II: Jo's Boys, và đã được dịch sang nhiều ngôn ngữ khác với các diễn viên mới để lồng tiếng cho các nhân vật. Một bộ phim truyền hình Canada,  Little Men , được phát sóng vào năm 1998 đến 1999 trong hai mùa. Cốt truyện có phần bị thay đổi và hoạt động nhiều hơn như là sự tiếp nối của tiểu thuyết. 